# SG Sonnenhof Großaspach
El SG Sonnenhof Großaspach es un equipo de fútbol de Alemania que juega en la Regionalliga Südwest, una de las ligas que conforman la cuarta división de fútbol del país.

## Historia
Fue fundado el 25 de agosto de 1994 en la ciudad de Aspach a raíz de la fusión de los equipos Spvgg Großaspach y FC Sonnenhof Kleinaspach, formando a un club deportivo que cuenta con 1300 miembros en departamentos como boliche, gimnasia y tenis de mesa.
Llegaron a la Oberliga Baden-Würtemberg en el 2005 luego de tener ascensos consecutivos, donde en la temporada 2008/09 tuvieron su mayor logró hasta el momento, en donde obtuvieron el ascenso a la Regionalliga Süd, en la que permanecieron hasta el año 2012 cuando ingresaron a la recién creada Regionalliga Südwest. En el año 2009 clasificaron para jugar en su primera Copa de Alemania siendo eliminados por el VfB Stuttgart de la Bundesliga por marcador de 1–4 luego de tener la ventaja de 1–0 hasta el minuto 55.
En la temporada 2012/13 clasificaron a su segunda Copa de Alemania, siendo eliminados por el FSV Frankfurt de la 2. Bundesliga por marcador de 1-2.

## Palmarés
- Regionalliga Südwest: 1

2014
- Oberliga Baden-Württemberg: 2 (V)

2009, 2025
- Verbansliga Württemberg: 1 (V)

2005
- Landesliga Württemberg: 1 (VI)

2002
- Copa Württemberg: 1

2009

## Temporadas recientes
Estas son las temporadas del club desde el 2001:
| Temporada | Liga                       | División | Posición |
| 2001–02   | Landesliga Württemberg     | VI       | ↑        |
| 2002–03   | Verbandsliga Württemberg   | V        | 8º       |
| 2003–04   | Verbandsliga Württemberg   | V        | 8º       |
| 2004–05   | Verbandsliga Württemberg   | V        | 1º ↑     |
| 2005–06   | Oberliga Baden-Württemberg | IV       | 14º      |
| 2006–07   | Oberliga Baden-Württemberg | IV       | 13º      |
| 2007–08   | Oberliga Baden-Württemberg | IV       | 10º      |
| 2008–09   | Oberliga Baden-Württemberg | V        | 1º ↑     |
| 2009–10   | Regionalliga Süd           | IV       | 12º      |
| 2010–11   | Regionalliga Süd           | IV       | 14º      |
| 2011–12   | Regionalliga Süd           | IV       | 2º       |
| 2012–13   | Regionalliga Südwest       | IV       | 4º       |
| 2013–14   | Regionalliga Südwest       | IV       | 1º ↑     |
| 2014–15   | 3. Liga                    | III      | 15°      |
| 2015-16   | 3. Liga                    | III      | 7°       |
| 2016-17   | 3. Liga                    | III      | 10°      |
| 2017-18   | 3. Liga                    | III      | 14°      |
| 2018-19   | 3. Liga                    | III      |          |

- Con la introducción de las Regionalligas en 1994 y de la 3. Liga en el 2008 como el nuevo tercer nivel por detrás de la 2. Bundesliga, todas las ligas bajaron un nivel. En el 2012, las Regionalligas pasaron de 3 a 5 con todos los equipos de la Regionalliga Süd excepto los de Baviera entrando a la nueva Regionalliga Südwest.

## Jugadores

### Jugadores destacados
- Benedikt Röcker